# Malephora framesii
Malephora framesii är en isörtsväxtart som först beskrevs av L. Bol., och fick sitt nu gällande namn av Hans Jacobsen och Schwant. Malephora framesii ingår i släktet Malephora och familjen isörtsväxter. Inga underarter finns listade i Catalogue of Life.